# Wilhelm Gilsdorf
Wilhelm Gilsdorf (* 3. November 1895 in Ulm; † 26. Februar 1966) war ein deutscher Richter und Ministerialbeamter.

## Leben
Nach dem Abitur in Ulm studierte er ab 1918 Rechtswissenschaft an der Eberhard Karls Universität Tübingen und wurde im Jahr 1919 Mitglied der katholischen Studentenverbindung AV Guestfalia Tübingen. 1921 wurde	
er mit einer Dissertation über Die sozialdemokratischen Forderungen zur Strafrechtsreform und der Entwurf von 1919 zum Dr. iur. promoviert. Nach dem Referendariat war er zunächst Amtsrichter in Ulm und später Richter am Oberlandesgericht Stuttgart.
Von 1946 bis 1952 war er im Justizministerium des Landes Württemberg-Hohenzollern tätig. Dort leitete er die Abteilungen IV (Strafrechtspflege und Lenkung des Staatsanwaltschaften) und V (Strafvollstreckungswesen) und war Stellvertreter des Justizministers Carlo Schmid.